# George Howard (hebraísta)
George Howard (nacido el 3 de junio de 1935 en Clinton, Oklahoma; † 21 de noviembre de 2018) es un hebraísta estadounidense, notable por sus teorías del origen del idioma hebreo hacia el Nuevo Testamento - incluyendo el posible uso del Tetragrámaton en el Nuevo Testamento, y el posible origen hebreo del Evangelio según Mateo. 
Anteriormente Él fue un Profesor Asociado de Religión y Hebreo en la Universidad de Georgia.

## Educación
Howard obtuvo una licenciatura del David Lipscomb College (Nashvile) en 1957, una maestría en teología de la Harding Graduate School (Memphis) en 1961 y un PhD del Colegio de la Unión Hebrea - Instituto Judío de Religión en 1964.

## Trabajo académico
Enseñó primero en el David Lipscomb College (desde 1964 como profesor adjunto de religión, y en 1967 como profesor adjunto) antes de trasladarse a la Universidad de Georgia en 1968 como profesor adjunto de clásicos. Allí fue nombrado Profesor Asociado de Religión en 1972 y profesor (titular) en 1978.
Howard fue Tesorero de la International Organization for Septuagint and Cognate Studies (IOSCS) de 1972 a 1974. Debido a la enfermedad de Sidney Jellicoe, Howard fue temporalmente editor del Bulletin of the International Organization for Septuagint and Cognate Studies. De 1973 a 1979 Howard fue editor del BIOSCS. En la Society of Biblical Literature Howard fue presidente de 1977 a 1979, miembro del consejo editorial de 1979 a 1981, presidente del capítulo sudoriental de 1980 a 1981 y vicepresidente del capítulo sudoriental de 1982 a 1984.

## Obras
- Kaige Readings in Josephus, (Lecturas Kaige en Josefo) Texto 8 (1973) p. 45-54,
- The Gospel of Matthew according to a primitive Hebrew text (El Evangelio de Mateo según un texto primitivo hebreo) Macon, GA: Mercer University. 1987
- Hebrew Gospel of Matthew (Evangelio hebreo de Mateo) (1995, 1998) argumenta que una de las traducciones rabínicas de Mateo encontrada en una obra entremezclada del siglo XIV La Piedra Probada de Ibn Shaprut podría preservar un hebreo original perdido en el griego del Evangelio de Mateo. Aunque los eruditos como William Horbury (1999) generalmente rechazan la tesis de Howard y consideran que el texto de Ibn Shaprut es una traducción en versión medieval latina al hebreo.[4][5][6][7]
- Hebrew Gospel of Matthew (Evangelio hebreo de Mateo), artículo en Eerdmans Dictionary of the Bible (Diccionario Eerdmans de la Biblia) 2000 p874
- Paul: Crisis in Galatia: A Study in Early Christian Theology (Crisis en Galacia: Un estudio de la Teología cristiana primitiva), 2004[8]
- The Tetragram and the New Testament (El Tetragrama y el Nuevo Testamento)[9] Journal of Biblical Literature, Vol. 96, #1, March 1977, pp.63-83.